# Cantonul Verfeil
Cantonul Verfeil este un canton din arondismentul Toulouse, departamentul Haute-Garonne, regiunea Midi-Pyrénées, Franța.

## Comune
- Bonrepos-Riquet
- Gauré
- Gragnague
- Lavalette
- Saint-Marcel-Paulel
- Saint-Pierre
- Verfeil (reședință)